# Таможенно-тарифное регулирование внешнеторговой деятельности
Тамо́женно-тари́фное регули́рование внешнеторго́вой де́ятельности — совокупность методов государственного регулирования внешнеторговой деятельности, основанных на применении пошлин, таможенных процедур, правил.

## Цели и задачи таможенно-тарифного регулирования
Таможенно-тарифное регулирование является основным методом регулирования государством сферы внешней торговли, применяемым с давних пор. Целями применения мер таможенно-тарифного регулирования могут быть:
1. Протекционистская функция — защита национальных товаропроизводителей от иностранной конкуренции.
2. Фискальная функция — обеспечение поступления средств в бюджет

## Структура таможенно-тарифных методов
С точки зрения государственного регулирования внешнеэкономической деятельности таможенно-тарифное регулирование является одной из двух групп методов регулирования государством этой сферы деятельности наряду с нетарифными методами.
Элементами таможенно-тарифного регулирования являются:
- Таможенный тариф — свод ставок таможенных пошлин
- Таможенное декларирование товаров, перемещаемых через таможенную границу
- Таможенная процедура
- Товарная номенклатура внешнеэкономической деятельности

В современных условиях глобализации мировой экономики построение всех элементов таможенно-тарифных методов унифицируется на основе международных договоров. Важнейшими из них являются:
1. Соглашения, действующие между членами Всемирной торговой организации в соответствии с её Уставом и пакетом соглашений, прежде всего Генеральным соглашением о тарифах и торговле (ГАТТ)
2. Конвенция о Гармонизированной системе описания и кодирования товаров
3. Таможенная конвенция о международной перевозке грузов с применением книжки МДП
4. Другие многосторонние и двухсторонние международные договоры (например, соглашения о предоставлении принципа наибольшего благоприятствования в торговле)

## Примечание
1. ↑  Таможенный кодекс таможенного союза. Дата обращения: 19 сентября 2014. Архивировано 16 октября 2015 года.
2. ↑  Таможенно-тарифное регулирование внешнеторговой деятельности. Дата обращения: 19 сентября 2014. Архивировано 28 января 2018 года.
3. ↑  Об основах государственного регулирования внешнеторговой деятельности. Федеральный закон № 164-ФЗ
4. ↑  О таможенном тарифе. Федеральный закон № 5003-1